# Karl von Bruhn
Johann Karl Balduin von Bruhn (16 de março de 1803, Herzhorn - 9 de agosto de 1877, Altona) foi um jornalista e revolucionário alemão. Por causa das suas crenças filosóficas, Bruhn juntou-se à Liga dos Fora-da-lei e à Liga dos Justos. Quando a Liga dos Justos foi dissolvida na Liga Comunista, Bruhn tornou-se membro desta. No entanto, em 1850, Bruhn foi expulso da Liga Comunista. Mais tarde, de 1861 a 1866, foi editor do jornal de Lassallean Nordstern em Hamburgo, Alemanha.